# Galeodes macmahoni
Espèce
Galeodes macmahoni est une espèce de solifuges de la famille des Galeodidae.

## Distribution
Cette espèce se rencontre au Pakistan, en Afghanistan et en Iran.

## Description
Le mâle mesure 38 mm et la femelle 33 mm.

## Étymologie
Cette espèce est nommée en l'honneur d'Arthur Henry MacMahon (1862-1949).

## Publication originale
- Pocock, 1900 : The fauna of British India, including Ceylon and Burma. Arachnida. London, p. 1-279 (texte intégral).